# Johann Georg Christian Störl

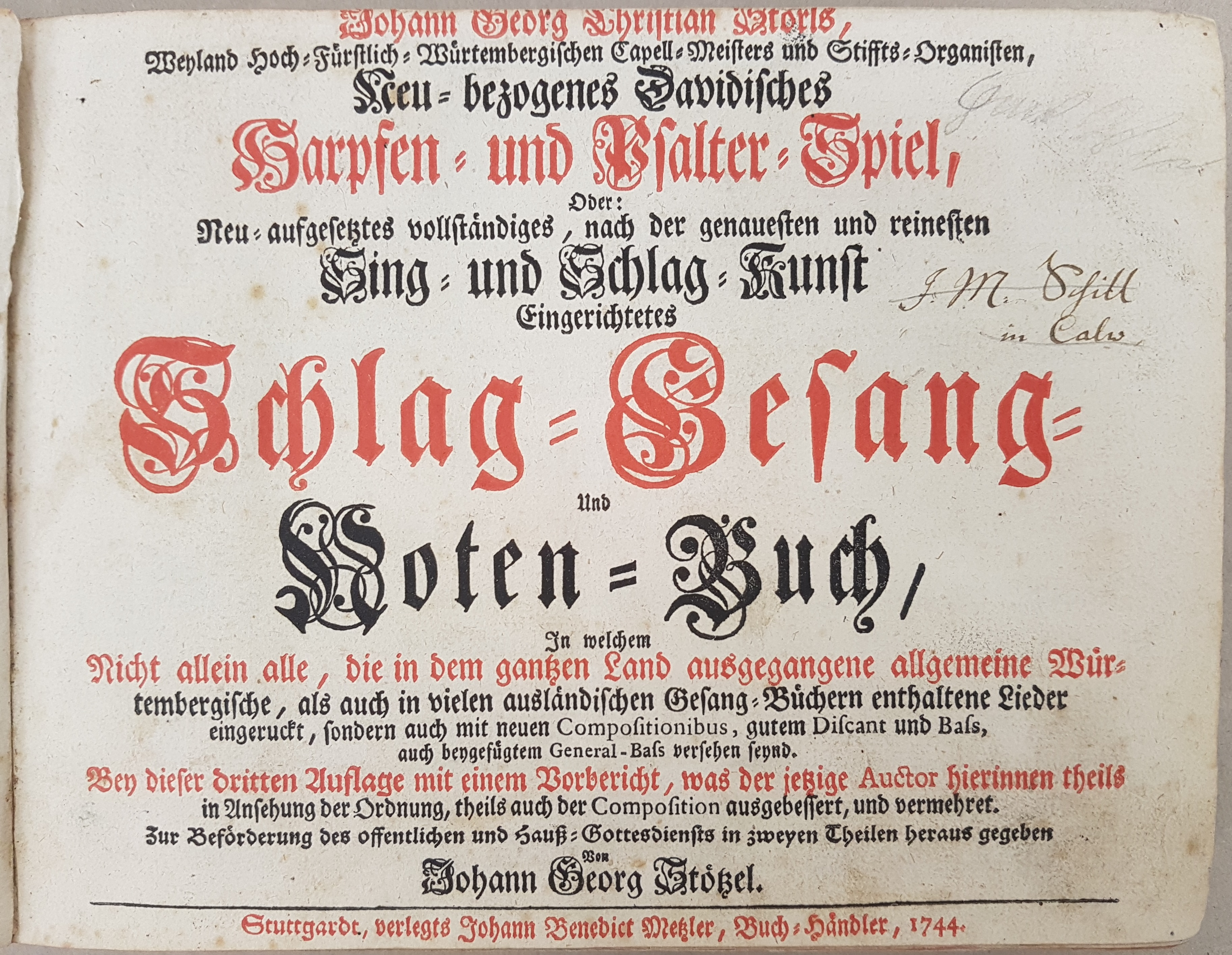
Titelblatt zu Störls Neubezogenes Davidisches Harpfen- und Psalterspiel, oder Neu-aufgesetztes Württembergisch-vollständiges, nach der genauesten und reinsten Sing- und Schlag-Kunst eingerichtetes Schlag- Gesang und Noten-Buch in der Ausgabe von 1744

Johann Georg Christian Störl (* 14. August 1675 in Kirchberg an der Jagst, Württemberg; † 26. Juli 1719 in Stuttgart) war ein Hofkapellmeister, dann Stiftsorganist in Stuttgart.

## Wirken
Störl gab das Württembergische Choralbuch heraus, „das Glied einer großen Choralbuchtradition ist, die mit Daniel Speers Choralbuch 1692 begann“. Die erste Auflage erschien 1710/11 unter dem Titel Choral-Schlagbuch von alten und neuen, vornämlich in des sel. Herrn Dr. Hedingers Gesangbuch enthaltenen Liedern in Diskant und Generalbass, 1721 die zweite unter dem Titel Neubezogenes Davidisches Harpfen- und Psalterspiel, oder Neu-aufgesetztes Württembergisch-vollständiges, nach der genauesten und reinsten Sing- und Schlag-Kunst eingerichtetes Schlag- Gesang und Noten-Buch. Eine dritte Ausgabe erschien 1744 postum, herausgegeben von Johann Georg Stötzel.

## Werke
- GeL 065 Vater, sieh auf unsere Brüder
- GeL 066 Jesu, der du bist allein Haupt
- GeL 236 Wir singen dir, erstandner Held
- GeL 293 Ein volles, freies, ewges Heil
- GeL 347 Das sei alle meine Tage
- Das sei alle meine Tage meine Sorg und Plage, 1711, GeL 347; GlL 285
- Vater, sieh auf unsere Brüder, 1711, FuL 076, GeL 065, GlL 576
- Wir singen dir, erstandner Held, 1710, GeL 236, GlL 459
- 6 Sonaten für Zink und drei Posaunen (Manuskript, Deutsche Staatsbibliothek Berlin)

FuL = Feiern & Loben
GeL = Gemeindelieder
GlL = Glaubenslieder